# ایستگاه مرکزی هلسینکی
ایستگاه مرکزی هلسینکی (فنلاندی: Helsingin päärautatieasema) ایستگاه اصلی راه‌آهن در شهر هلسینکی، فنلاند است.
این ایستگاه که در سال ۱۸۶۲ تأسیس شده به راه‌آهن حومه هلسینکی و راه‌آهن فنلاند متصل است.

## نگارخانه

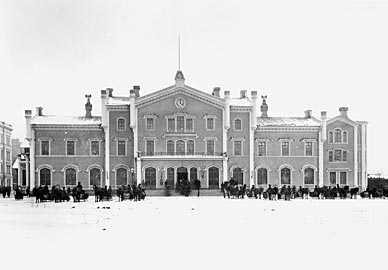
اولین ساختمان ایستگاه
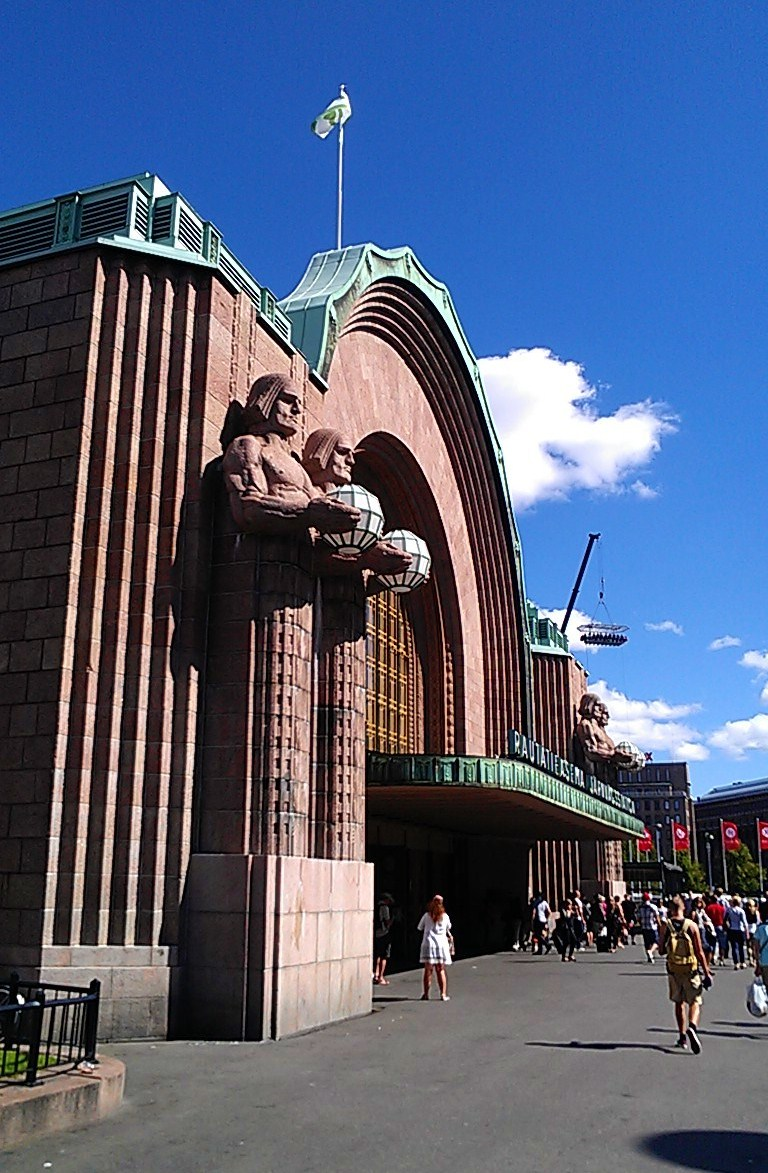
ورودی اصلی ایستگاه
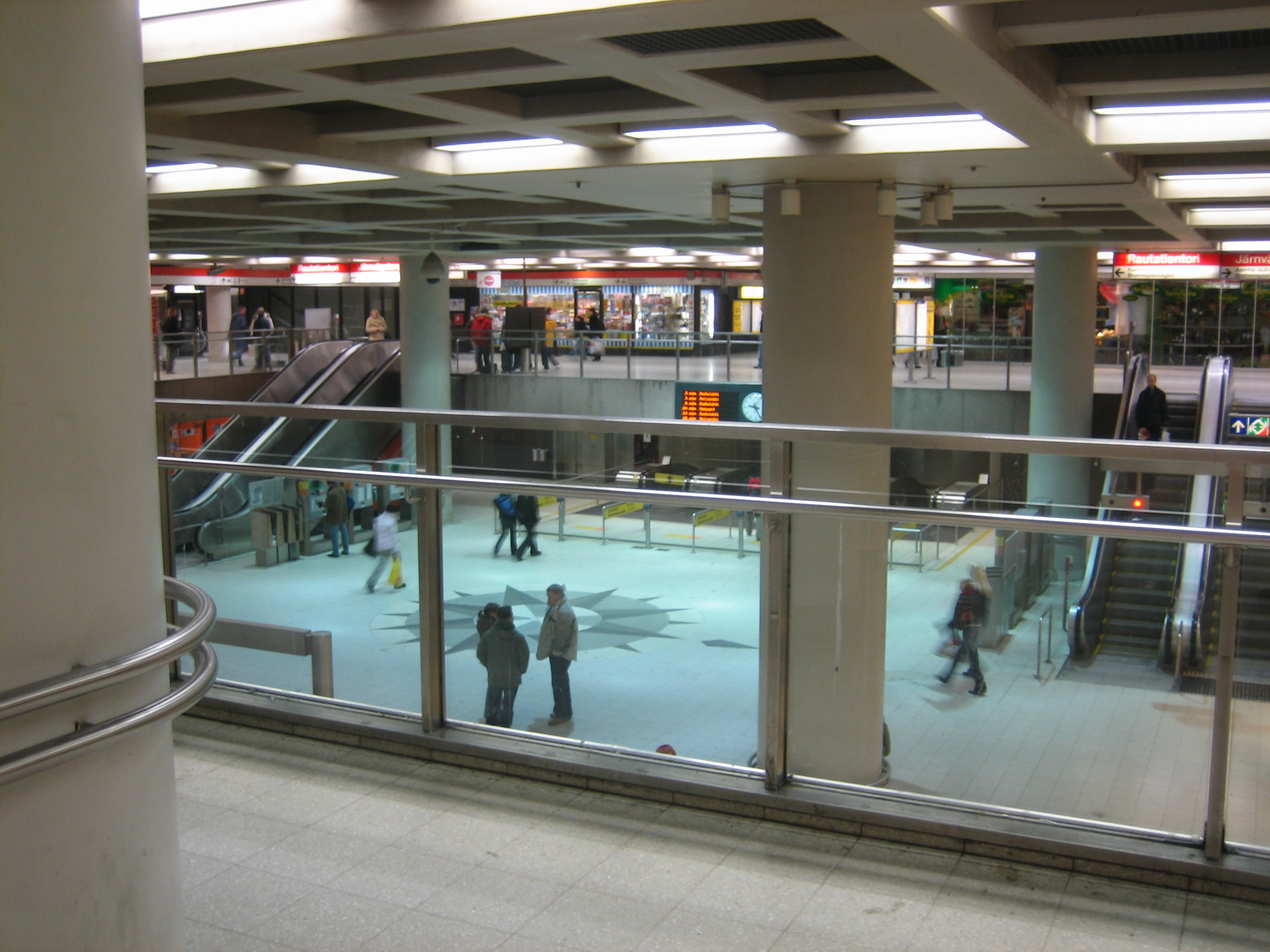
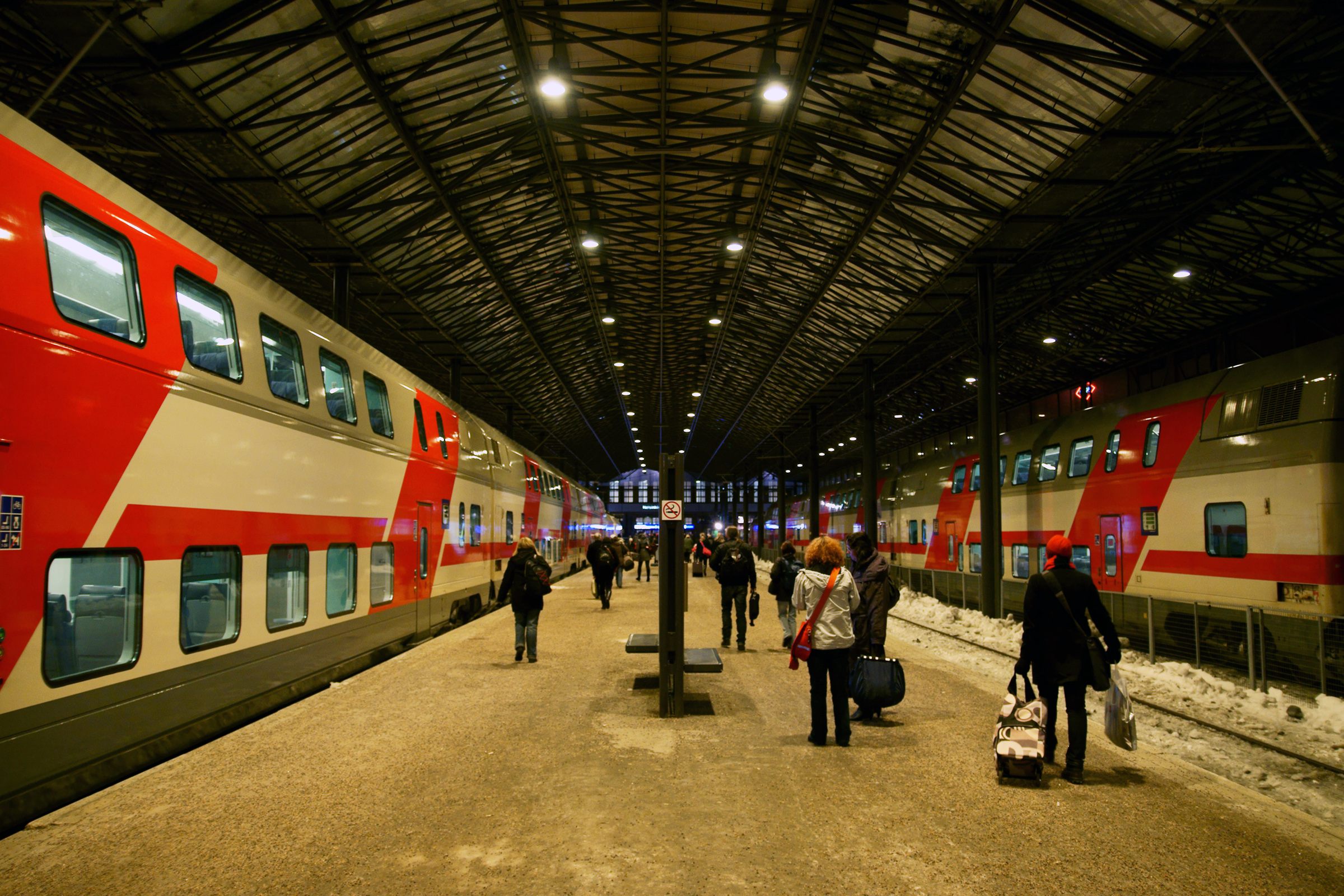